# Entomophaga maimaiga
Entomophaga maimaiga är en svampart som beskrevs av Humber, Shimazu & R.S. Soper 1988. Entomophaga maimaiga ingår i släktet Entomophaga och familjen Entomophthoraceae.   Inga underarter finns listade i Catalogue of Life.

## Bildgalleri

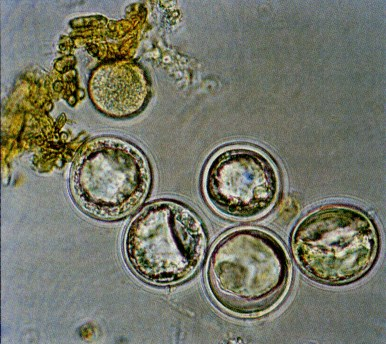